# Николсон, Дэвид Эрик
Сэр Дэвид Эрик Николсон (англ. David Eric Nicholson; 26 мая 1904, Микимики, Веллингтон — 13 декабря 1997, Брайби, Квинсленд) — австралийский политик, предприниматель и спортсмен.

## Биография
Дэвид Эрик Николсон родился в Новой Зеландии в семье фермера. Получив образование в начальной и средней школах Мастертона, он в 1926 году в качестве велогонщика заключил контракт с Сиднейской спортивной площадкой, что позволило ему переехать в Австралию. Спустя год тренировок на велотреке, Николсон решил попробовать себя в мотоспорте, но и этот вид состязаний он сменил через 12 месяцев, отдав предпочтение верховой езде. В 1934 году он устроился продавцом в один из магазинов Южного Брисбена. В том же году он женился на продавщице Сесил Флойд Смит, с которой он позднее переехал в Кабулчер, где Николсон стал владельцем бизнеса по ремонту радио и холодильного оборудования. Во время Второй мировой войны он нёс службу в качестве уорент-офицера в Добровольческом корпусе обороны.
В марте 1950 года Квинслендский филиал Кантри-партии выдвинул Николсона кандидатом в депутаты Законодательного собрания штата от избирательного округа Муррумба. Победив на выборах, он сосредоточился на решении проблем образовательных учреждений и фермеров, которые по его мнению: «работали так же усердно, ради 1 фунта стерлингов, как среднестатистический рабочий, ради месячной зарплаты». В августе 1960 года Дэвид Николсон, с подачи министра образования Квинсленда Джека Пицци, занял пост спикера Законодательного собрания штата. На этой должности он отметился неоднократным участием в разрядке напряжённых ситуаций, возникавших в заксобрании и конфликтом с премьером Квинсленда Йохом Бьельке-Петерсеном, впоследствии переросшем в проведение вотума недоверия, по итогам которого Бьельке остался на своём посту.
В январе 1972 года Николсон был посвящён в рыцари-бакалавры, а 25 мая он ушёл из парламента после рекордного срока пребывания на посту спикера — 11 лет и 9 месяцев. Следующие 12 лет он провёл в кресле директора строительного конгломерата «Kern Corporation Ltd». Умер Дэвид Николсон 13 декабря 1997 года на острове Бриби от болезни сердца.